# 蔣繼勛
蔣繼勛（?—?），江苏常熟人，清朝政治人物。
嘉庆十三年十一月十六，由云南按察使调任廣西按察使。嘉庆十四年四月二十三（1809年6月5日），同浙江按察使互调。